# Death Row: Snoop Doggy Dogg at His Best
| Críticas profissionais        | Críticas profissionais |
| Avaliações da crítica         | Avaliações da crítica  |
| Fonte                         | Avaliação              |
| ----------------------------- | ---------------------- |
| AllMusic                      | [ 1 ]                  |
| The Rolling Stone Album Guide | [ 2 ]                  |

Snoop Doggy Dogg's Greatest Hits é um álbum de grandes êxitos do rapper estadunidense Snoop Dogg, que inclui alguns de seus maiores sucessos e também inclui 6 músicas inéditas da época em que o cantor era artista da Death Row Records. Foi lançado em 23 de outubro de 2001 por Suge Knight, e re-lançado em 20 de março de 2006.
Embora este álbum tenha sido lançado em 2001, ele só incluiu canções que Snoop Dogg tinha gravado durante sua época na Death Row. Portanto, nenhuma das canções seus álbuns "Da Game Is to Be Sold, Not to Be Told", "No Limit Top Dogg" e "Tha Last Meal" foram incluídas neste álbum, por  terem seus direitos reservados a No Limit Records, apesar de terem sido liberados antes deste.

## Lista de faixas
| N.º            | Título                                                                                             | Produtor(es)               | Duração |  |
| 1.             | "Nuthin' But a "G" Thang" (com Dr. Dre, do álbum The Chronic)                                      | Dr. Dre                    | 3:59    |  |
| 2.             | "Head Doctor" (com Swoop G, do álbum Dead Man Walkin')                                             | Curtis Couthon             | 4:26    |  |
| 3.             | "Gin and Juice" (do álbum Doggystyle)                                                              | Dr. Dre                    | 3:32    |  |
| 4.             | "Eastside Party" (com Nate Dogg)                                                                   | Jimmy Jam and Terry Lewis  | 5:33    |  |
| 5.             | "Murder Was the Case" (Remix, do álbum Murder Was the Case)                                        | Dr. Dre                    | 4:20    |  |
| 6.             | "Ain't No Fun (If the Homies Can't Have None)" (Nate Dogg, Kurupt e Warren G, do álbum Doggystyle) | Dr. Dre                    | 4:01    |  |
| 7.             | "Doggfather" (Remix)                                                                               | Timbaland, Lonnie Simmons  | 5:17    |  |
| 8.             | "Midnight Love" (Daz Dillinger e Raphael Saadiq)                                                   | Soopafly, Snoop Doggy Dogg | 4:45    |  |
| 9.             | "Eastside" (com Tha Eastsidaz e Daz Dillinger)                                                     | L.T. Hutton                | 3:35    |  |
| 10.            | "Who Am I (What's My Name)?" (do álbum Doggystyle)                                                 | Dr. Dre                    | 4:04    |  |
| 11.            | "Doggy Dogg World" (The Dramatics e Tha Dogg Pound, do álbum Doggystyle)                           | Dr. Dre                    | 5:05    |  |
| 12.            | "Too High (Poly High)" (com Daz Dillinger, The Twinz e Big Pimpin')                                | L.T. Hutton                | 5:10    |  |
| 13.            | "Vapors" (do álbum Tha Doggfather)                                                                 | DJ Pooh                    | 4:22    |  |
| 14.            | "Usual Suspects" (com Threat)                                                                      | L.T. Hutton                | 4:45    |  |
| 15.            | "Keep It Real" (com Bad Azz, Kurupt, Mack 10, Techniec e Threat)                                   | Soopafly                   | 5:00    |  |
| 16.            | "Snoop Bounce" (Roc N Roll Remix, com Charlie Wilson e Rage Against the Machine)                   | Terry Date                 | 5:35    |  |
| Duração total: | Duração total:                                                                                     | Duração total:             | 1:13:39 |  |

## Desempenho nas paradas
| Paradas (2001)                          | Melhor posição |
| --------------------------------------- | -------------- |
| Austrália (ARIA)                        | 86             |
| Canadá (RPM Top 50)                     | 19             |
| Estados Unidos (Billboard 200)          | 28             |
| Estados Unidos (Top R&B/Hip Hop Albums) | 18             |
| França (SNEP)                           | 8              |
| Nova Zelândia (RMNZ)                    | 9              |
| Reino Unido (UK Albums Chart)           | 90             |
| Reino Unido (UK R&B Albums Chart)       | 13             |
| Suíça (Schweizer Hitparade)             | 80             |

| Reino Unido (BPI)                         | Prata |
| Nova Zelândia (RIANZ)                     | Ouro  |
| *número de vendas baseado na certificação |       |